# Paul Biedermann
Paul Biedermann (Halle, 7 agosto 1986) è un ex nuotatore tedesco.

## Carriera
Specializzato nelle gare di media distanza di stile libero, ha partecipato alle Olimpiadi di Pechino 2008 piazzandosi 18º nei 400 m stile libero e 5º nei 200 m s.l.
Il 26 luglio 2009 vince i 400 m s.l. ai Campionati del Mondo di Nuoto di Roma stabilendo il primato del mondo con 3'40"07, superando di un solo centesimo il precedente record di Ian Thorpe risalente al 30 luglio 2002. I passaggi in occasione di questo record (54"42, 56"60, 56"15, 52"90) denotano un'eccellente distribuzione e un forte ritorno negativo nei secondi 200 metri, cosa poco frequente nelle gare di velocità prolungata.
2 giorni dopo, sempre a Roma, vince la medaglia d'oro nei 200 m s.l. stabilendo il primato del mondo con il tempo di 1'42"00, superando di 96 centesimi il precedente record risalente al 12 agosto 2008 e costringendo il campione olimpico in carica Michael Phelps al secondo posto.
Sulla medesima distanza è stato inoltre primatista mondiale in vasca corta con il tempo di 1'39"37, stabilito il 15 novembre 2009 a Berlino durante una gara di Coppa del Mondo. Anche in questo caso usa la strategia di gara del "negative split" con passaggi ai 50 sempre più forti (23"79, 25"50, 25"43, 24"65).

## Progressione

### 200 m stile libero
| Stagione | Risultato | Luogo     | Data       | Rank. Mond. |
| -------- | --------- | --------- | ---------- | ----------- |
| 2015     | 1'45"60   | Berlino   | 12-4-2015  | 3º          |
| 2014     | 1'45"80   | Berlino   | 20-8-2014  | 7º          |
| 2013     | 1'50"17   | Dortmund  | 3-2-2013   | -           |
| 2012     | 1'45"53   | Londra    | 30-7-2012  | 5º          |
| 2011     | 1'44"88   | Shanghai  | 26-7-2011  | 4º          |
| 2010     | 1'45"47   | Budapest  | 14-8-2010  | 2º          |
| 2009     | 1'42"00   | Roma      | 28-8-2009  | 1º          |
| 2008     | 1'46"00   | Pechino   | 12-8-2008  | 9º          |
| 2007     | 1'48"09   | Melbourne | 27-3-2007  | 14º         |
| 2006     | 1'48"05   | Hannover  | 25-11-2006 | 19º         |
| 2005     | 1'48"73   | Berlino   | 25-5-2005  | -           |
| 2004     | 1'48"62   | Lisbona   | 15-7-2004  | -           |
| 2003     | 1'54"77   | Amburgo   | 15-5-2003  | -           |

## Palmarès
- Mondiali:

Roma 2009: oro nei 200m sl e nei 400m sl e argento nella 4x100m misti.
Shanghai 2011: bronzo nei 200m sl, nei 400m sl e nella 4x100m misti.
Kazan 2015: bronzo nei 200m sl.
- Mondiali in vasca corta:

Dubai 2010: oro nei 400m sl.
Istanbul 2012: oro nei 400m sl, argento nei 200m sl e bronzo nella 4x200m sl.
- Europei:

Eindhoven 2008: oro nei 200m sl.
Budapest 2010: oro nei 200m sl, argento nei 400m sl e nella 4x200m sl.
Debrecen 2012: oro nei 200m sl, nei 400m sl e nella 4x200m sl.
Berlino 2014: oro nella 4x200m sl e argento nei 200m sl.
- Europei in vasca corta:

Trieste 2005: bronzo nei 400m sl.
Debrecen 2007: argento nei 200m sl e nei 400m sl.
Fiume 2008: oro nei 400m sl.
Istanbul 2009: oro nei 200m sl e nei 400m sl.
Eindhoven 2010: oro nei 400m sl e argento nei 200m sl.
Stettino 2011: oro nei 200m sl e nei 400m sl.
Netanya 2015: oro nei 200m sl e argento nei 400m sl.
- Europei giovanili

Lisbona 2004: oro nei 200m sl, nei 400m sl e nei 1500m sl e argento nella 4x200m sl.

## Riconoscimenti
- LEN Award: 2009
- European Swimmer of the Year: 2009